# Lago di Aktaş
Il lago di Aktaş o lago Kartsakhi (in georgiano კარწახის ტბა, pr. Karzachis Tba; in turco Aktaş Gölü; anche conosciuto in turco come  Hazapin, Kenarbel, Karsak, Kazapin Gölü) è un lago al confine tra il Distretto di Çıldır nella provincia turca di Ardahan e la regione georgiana di Samtskhe-Javakheti. La parte georgiana è leggermente più grande (53%) di quella turca (47%). Con un'area di 26,3 o 26,6 chilometri quadrati, è il secondo lago più grande della Georgia: è di origine tettonica e si trova su un altopiano a un'altitudine di 1799 m. Il lago ha dodici isole. Esso è alimentato da alcuni piccoli corsi d'acqua, e durante la stagione delle piogge l'acqua in eccesso si scarica tramite il torrente Arkbeli nel fiume Kura, che scorre sul lato turco circa 6 km a nord-ovest e 400 metri più in basso. Sulla riva e sulle isole ci sono canneti. La pesca è effettuata sulle rive del lago con attrezzatura da pesca convenzionale. Anche se il bacino non ha lo status di riserva naturale, il fatto di trovarsi in un'area militare delimitata limita l'attività umana. Dal 2016 vicino al lago è stato aperto il terzo valico di frontiera tra la Georgia e la Turchia (il centro più vicino è Çıldır, in georgiano ჩრდილი; pr. Chrdili) in provincia di Ardahan. Importante habitat per gli uccelli, il lago ospita una delle più grandi popolazioni di gufo reale eurasiatico nel paese, insieme con il pellicano crespo e il grande pellicano bianco. Il villaggio di Kartsakhi si trova vicino alla sua sponda nord-orientale, in territorio georgiano.